# ستيفن كندريك
ستيفن كندريك (بالإنجليزية: Stephen Kendrick)‏ هو كاتب سيناريو ومنتج أفلام أمريكي، ولد في 1973 في أثينا في الولايات المتحدة.

## وصلات خارجية
- ستيفن كندريك على موقع IMDb (الإنجليزية)
- ستيفن كندريك على موقع ألو سيني (الفرنسية)
- ستيفن كندريك على موقع تيرنر كلاسيك موفيز (الإنجليزية)
- ستيفن كندريك على موقع أول موفي (الإنجليزية)
- ستيفن كندريك على موقع بوكس أوفيس موجو (الإنجليزية)
- ستيفن كندريك على موقع قاعدة بيانات الفيلم (الإنجليزية)
- ستيفن كندريك على موقع كينوبويسك (الروسية)